# Piscadera Baai
Piscadera Baai – dzielnica (wijk) miasta Willemstad, w dystrykcie Willemstad, w kraju autonomicznym Curaçao, należącym do Holandii, w Ameryce Południowej. 20 października 2023 r. liczyła 730 mieszkańców.  

## Osady
W skład dzielnicy wchodzi jedna osada (buurt):
| Lp. | Nazwa  | Powierzchnia km² | Liczba mieszkańców |
| --- | ------ | ---------------- | ------------------ |
| 1.  | Veeris | 3,62             | 730                |